# Estádio Municipal Luis Geraldo da Silva
Estádio Municipal Luis Geraldo da Silva – stadion piłkarski, w Cáceres, Mato Grosso, Brazylia, na którym swoje mecze rozgrywa klub Esporte Clube São Luiz.